# 錢玹
錢玹（1471年—？），字玉□，浙江紹興府蕭山縣人，民籍，明朝政治人物。

## 生平
弘治五年（1492年）壬子科浙江鄉試第四十二名舉人。弘治十八年（1505年）中式乙丑科會試第三十一名，三甲第五十四名進士。官唐县、吴江、安肅知縣。

## 家族
曾祖錢炅；祖父錢□□，□□；父錢□，母陳氏。严侍下。子錢榖，字府卿，别號龍泓。古文诗词得唐人半韵，字有晉人位置，畫合元人門徑，時稱三絶云。徐渭贈詩曰：「白璧不逢知己獻，黄金贈却貴人投。」邹应龙弹劾嚴嵩父子奏章，實榖之筆也。